# Rorschach (banda)
Rorschach fue una banda de hardcore punk estadounidense originaria de New Jersey que estuvo activo entre 1989 a 1993 y de 2009 a 2012. Su mezcla disonante de hardcore punk con heavy metal sirvió de inspiración a muchas bandas posteriores de hardcore punk y post-hardcore.

## Visión general
El primer lanzamiento de la banda, Remain Sedate, muestra el sonido de la banda en un escenario tocando rápido, hardcore pesado con inclinación al metal y voces rasposas de hardcore. En aquel momento, se comparó a la banda con Die Kreuzen por sus extrañas progresiones de acordes y los chillidos "sobrenaturales" de Charles Maggio. Sin embargo, a medida que la banda crecía, desarrollaron un sonido más lento y siniestro, que fue influenciado por la banda Swans. Además, los gritos se hicieron más agudos, debido en parte a los problemas de voz que Maggio estaba experimentando en ese momento. Este cambio en el sonido se puede escuchar principalmente en su segundo lanzamiento de larga duración, Protestant. Poco después de publicar este álbum, el grupo se disolvió, algunos miembros eventualmente se unieron a Deadguy y Kiss It Goodbye. Rorschach ha realizado conciertos ocasionales desde 2009 hasta 2012.
La revista Decibel indujo a Protestant a su Salón de la Fama.
La canción de Rorschach «Pavlov's Dogs» se usó en la película de 2012 Zero Dark Thirty como tortura a supuestos "terroristas".

## Miembros
Miembros finales
- Charles Maggio - voz (1989-1993, 2009-2012)
- Keith Huckins - guitarra (1989–1993, 2009-2012)
- Nick Forté - guitarra (1989-1993, 2009-2012)
- Andrew Gormley – batería (1989-1993, 2009-2012)
- Tom Rusnak – bajo (1991-1993, 2009-2012)

Exmiembros
- Chris Laucella – bajo (1989–1991)

## Discografía
Álbumes de estudio
- Remain Sedate (1990, Vermiform)
- Protestant (1993, Gern Blandsten)

EP
- Needlepack (1991, Wardance)
- Split w/ Neanderthal (1991, Vermiform)
- Split w/ Operation Mindfuck (1993, Lund Castle Core)
- Split w/ 1.6 Band (1994, Chainsaw Safety)

Otros lanzamientos
- Close Your Eyes and See Death (1993, Como Caca! Edizioni)
- Autopsy (1995, Gern Blandsten)
- Remain Sedate/Protestant (2009, Gern Blandsten)